# Lo Safranal
Lo Safranal és un paratge del terme municipal de Tremp, al Pallars Jussà, dins de l'antic terme ribagorçà de Sapeira.
Està situat just al nord del poble d'Escarlà, en el vessant septentrional del turó que acull aquest poble.